# SPAR
A SPAR, originalmente DESPAR, é uma franquia multinacional holandesa que gerencia lojas de varejo de alimentos de propriedade e operação independentes. Foi fundada na Holanda em 1932, por Adriaan van Well. O nome da empresa é um acrônimo do slogan "Door Eendrachtig Samenwerken Profiteren Allen Regelmatig", usado por van Well para descrever a marca e traduz como "Todos trabalham melhor juntos".
Sua sede está localizada em Amsterdã. A empresa opera um programa de parceria e está presente na maioria dos países europeus, assim como em muitos outros na Ásia, África e Oceania. 
Em 2024, o grupo contava com 13,9 mil lojas em 48 países.
No ano fiscal de 2017, SPAR alcançado € 34,5 bilhões ($ 40,1 bilhões) em vendas globais, o que representou um aumento de 5,3% sobre 2016.

## Etimologia
O nome era originalmente DE SPAR, um acrônimo da frase holandesa Door Eendrachtig Samenwerken Profiteren Allen Regelmatig  (inglês: "através da cooperação unida, todos lucram regularmente"). A sigla foi escolhida para ressoar com o verbo sparen, que (relacionado ao inglês sobressalente) significa "economizar [dinheiro]" em holandês e em alguns outros idiomas, entre eles o alemão e o escandinavo (com variantes como spara ou sobressalente). A sigla acabou significando "o abeto", após o qual o logotipo foi escolhido. À medida que a organização se expandia por toda a Europa, o nome foi abreviado ao eliminar o prefixo DE. 
Existem algumas variantes de nomes internacionais:
- Na Hungria, 17 lojas pertencentes à SPAR localizadas nas estações de abastecimento de Lukoil operam com o nome DESPAR.
- Na Itália, o nome ainda é DESPAR, embora, de acordo com a marca internacional, a seção SPAR do logotipo seja destacada e as lojas maiores ainda sejam chamadas EuroSPAR e InterSPAR.
- Na Áustria, DESPAR é uma marca de produtos italianos da SPAR.

## História

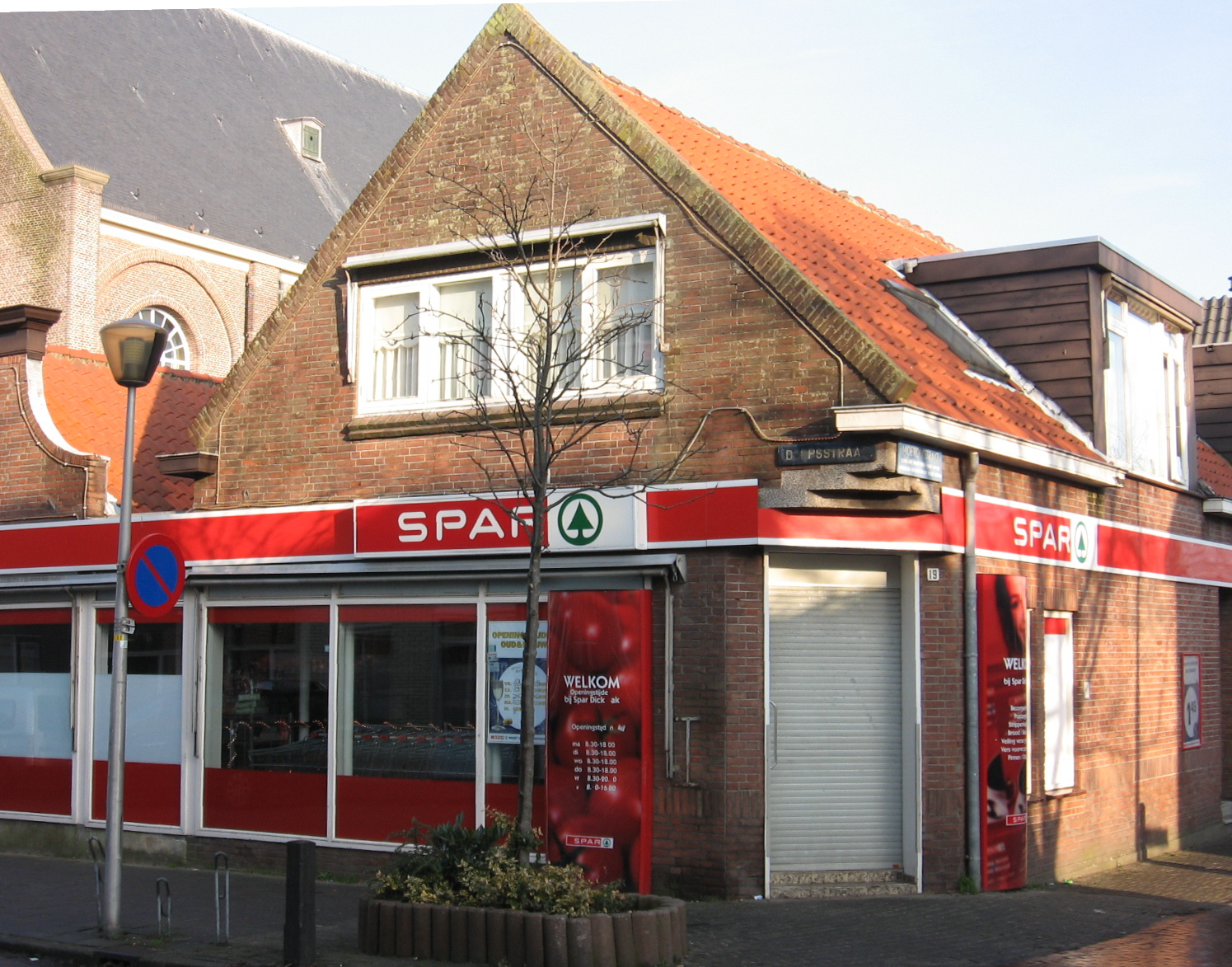
Loja SPAR em Moerkapelle, Holanda.

SPAR foi fundada em 1932 na cidade de Zegwaart (agora Zoetermeer), no sul da Holanda. Em 1953, um escritório internacional da SPAR foi aberto em Amsterdã para controlar e desenvolver ainda mais a organização em toda a Europa e outros continentes. Muitas lojas SPAR estão na Europa, mas também podem ser encontradas em vários países fora da Europa, como Omã, Arábia Saudita, Catar, Emirados Árabes Unidos, Tailândia, Nigéria, África do Sul, Botsuana, Namíbia, Zimbábue, Zâmbia, Suazilândia, Moçambique, Seicheles, Seri Lanca, Austrália, China, Índia, Japão (fechado em 2016), Vanuatu, Groenlândia e Angola.
Uma loja SPAR pode pertencer de forma independente, por um franqueado, ou fazer parte de uma cadeia, dependendo do modelo aplicado em qualquer país. Os proprietários da empresa-mãe variam de país para país e podem incluir os próprios donos das lojas. O nome e o logotipo atual foram revisados mais recentemente em 1968 por Raymond Loewy e, desde então, permaneceram inalterados.
No Reino Unido, SPAR tornou-se conhecido principalmente como uma loja de conveniência.
Na Irlanda, a marca SPAR é conhecida por lojas de bairro e também pelo subformato EuroSPAR, atuando como mini-supermercados.
A SPAR foi aberta na República de Vanuatu em 1 de dezembro de 2009, encerrando o monopólio da rede Au Bon Marché.
Desde 1996, a empresa é um dos principais patrocinadores da Associação Atlética Europeia e de seus eventos.
Em 1997, a SPAR foi introduzida na maioria das bases militares do Reino Unido pelos Institutos da Marinha, Exército e Força Aérea (Naafi), onde vende uma variedade de produtos civis e militares.
A Dutch SPAR é membro da Superunie, uma organização de compras de estoque de várias marcas de supermercados não afiliadas.
Em julho de 2014, o SPAR Group South Africa abriu seu primeiro supermercado em Angola, mas nenhuma expansão da marca está prevista para este mercado. Em agosto de 2014, o grupo adquiriu 80% do grupo BWG, que possuía pontos de venda na Irlanda e sudoeste da Inglaterra.
Em 2015, a Ahold adquiriu todos os 35 hipermercados e 14 supermercados de SPAR, na República Tcheca, por mais de 5,2 bilhões de coroas checas e converteu-os em super e hipermercados Albert, no entanto, ele teve que se livrar de algumas lojas para não ter o monopólio.
A primeira loja SPAR em Omã foi inaugurada em janeiro de 2015 em Mascate. Planeja abrir mais lojas nos próximos meses como parte de seus planos de expansão em Omã. A SPAR abriu sua primeira loja no Catar em 2017, com a segunda abertura em 2018. Outras duas lojas estão planejadas para 2018.
Em 2017, a Ceylon Biscuits Limited, no Seri Lanca adquiriu uma licença para operar a marca SPAR no Seri Lanca como SPAR Lanka. Esta é uma joint-venture da Ceylon Biscuits Limited e SPAR Group South Africa. Eles abriram a primeira loja em Talauatugoda, Colombo. O plano é abrir 50 pontos de venda no país até 2023.

## Tipos de loja

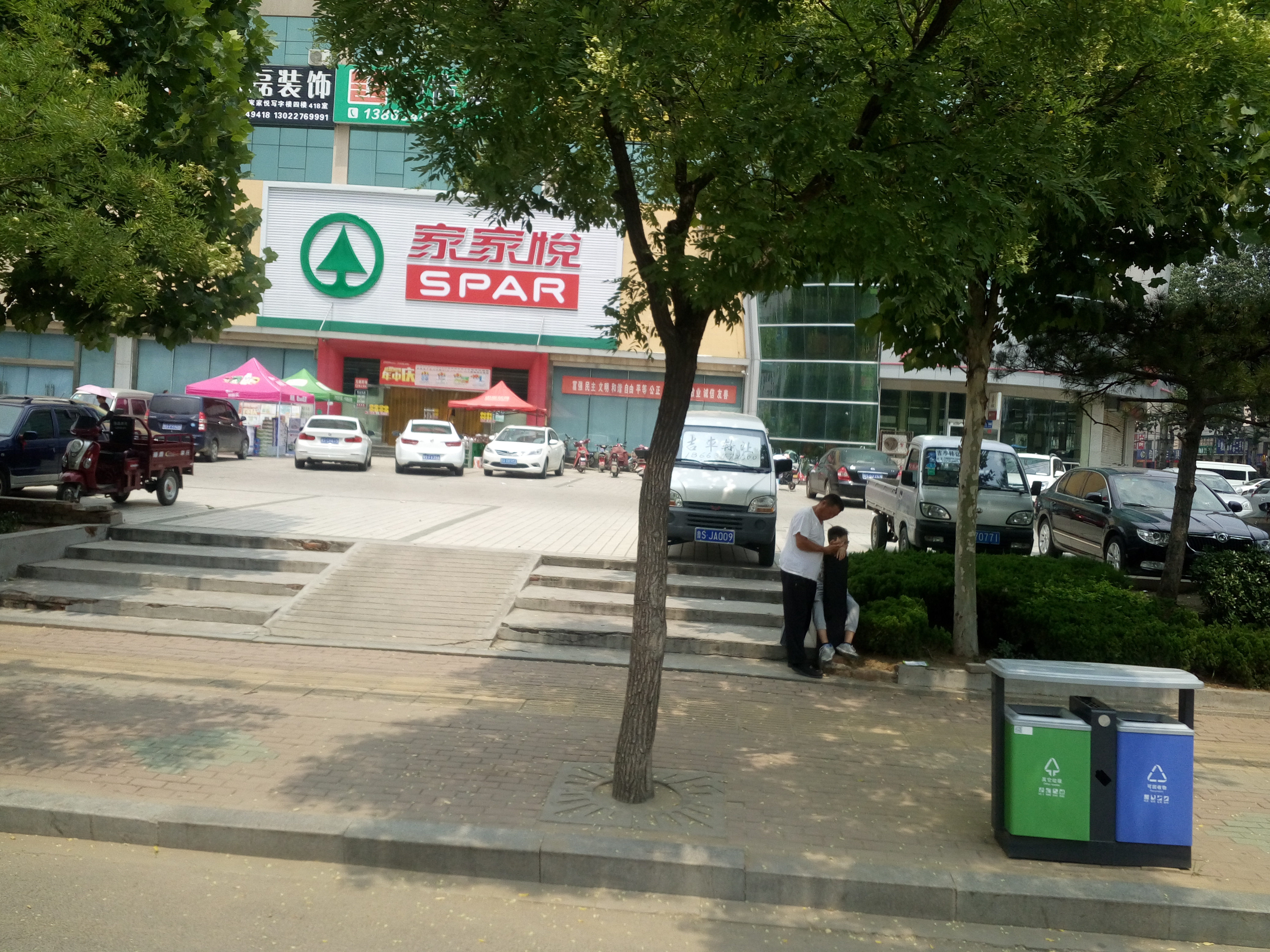
Loja SPAR em Laiwu, China.

Na maioria, mas não em todos os países, a SPAR opera lojas de diferentes tipos e submarcas: SPAR Express, SPAR Neighbourhood, EuroSPAR e InterSPAR.

### EuroSPAR/SuperSPAR
O nome EuroSPAR é usado na Europa e SuperSPAR na África do Sul. Estes são supermercados de tamanho médio. Eles são projetados para caber em um nicho entre lojas de conveniência e supermercados tradicionais.

### InterSPAR

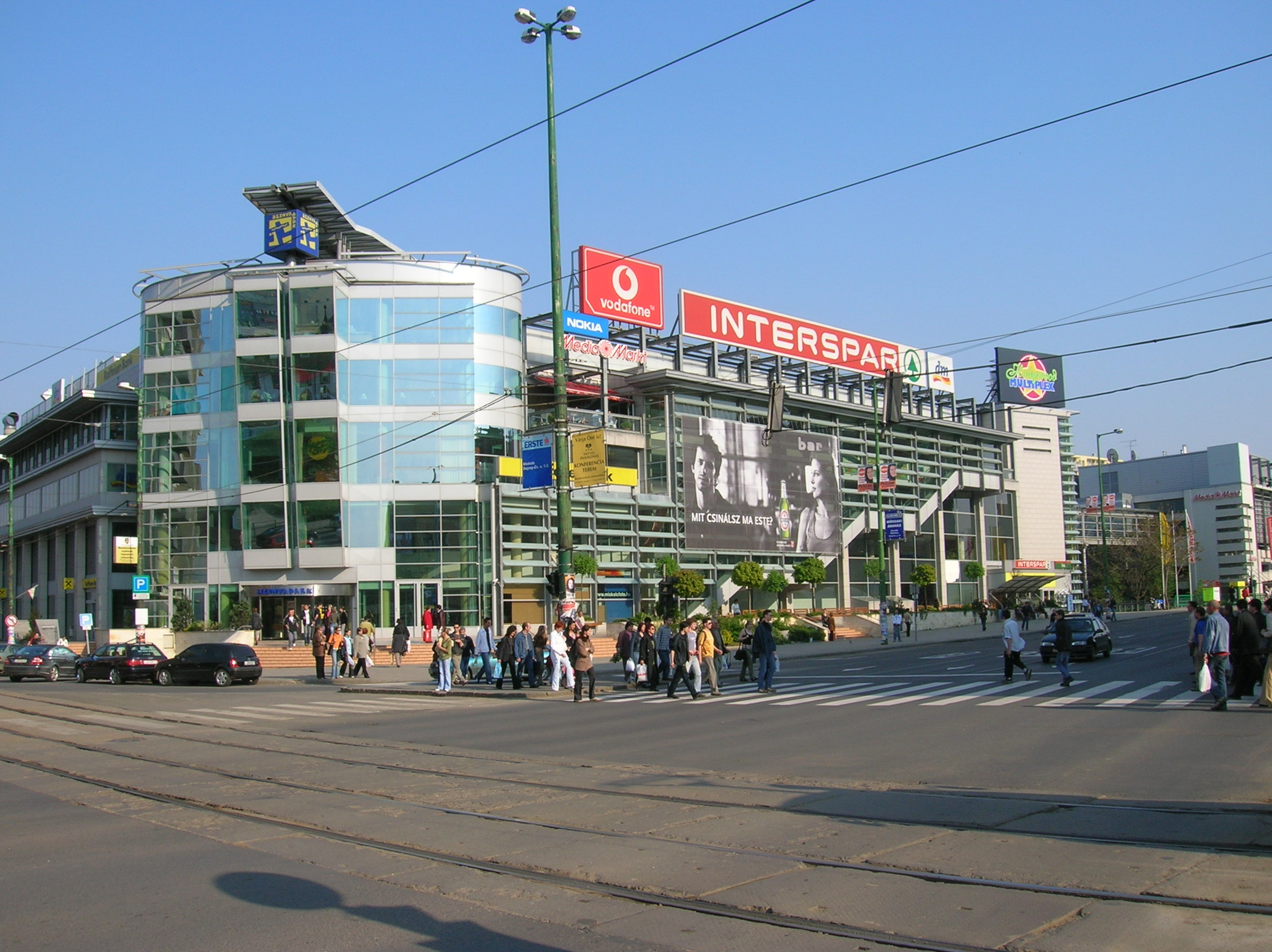
Loja InterSPAR na Hungria.

São hipermercados e competem diretamente contra grandes redes internacionais como Real, Carrefour e Tesco. 

### KwikSPAR
O KwikSPAR (encontrado apenas na África do Sul) é um pequeno balcão de atendimento rápido por conveniência. Eles são maiores que o SPAR Express convencional, mas menores que o SPAR normal. Essas lojas tendem a ter um horário comercial prolongado, algumas até sendo lojas de conveniência 24 horas.

### SPAR Express

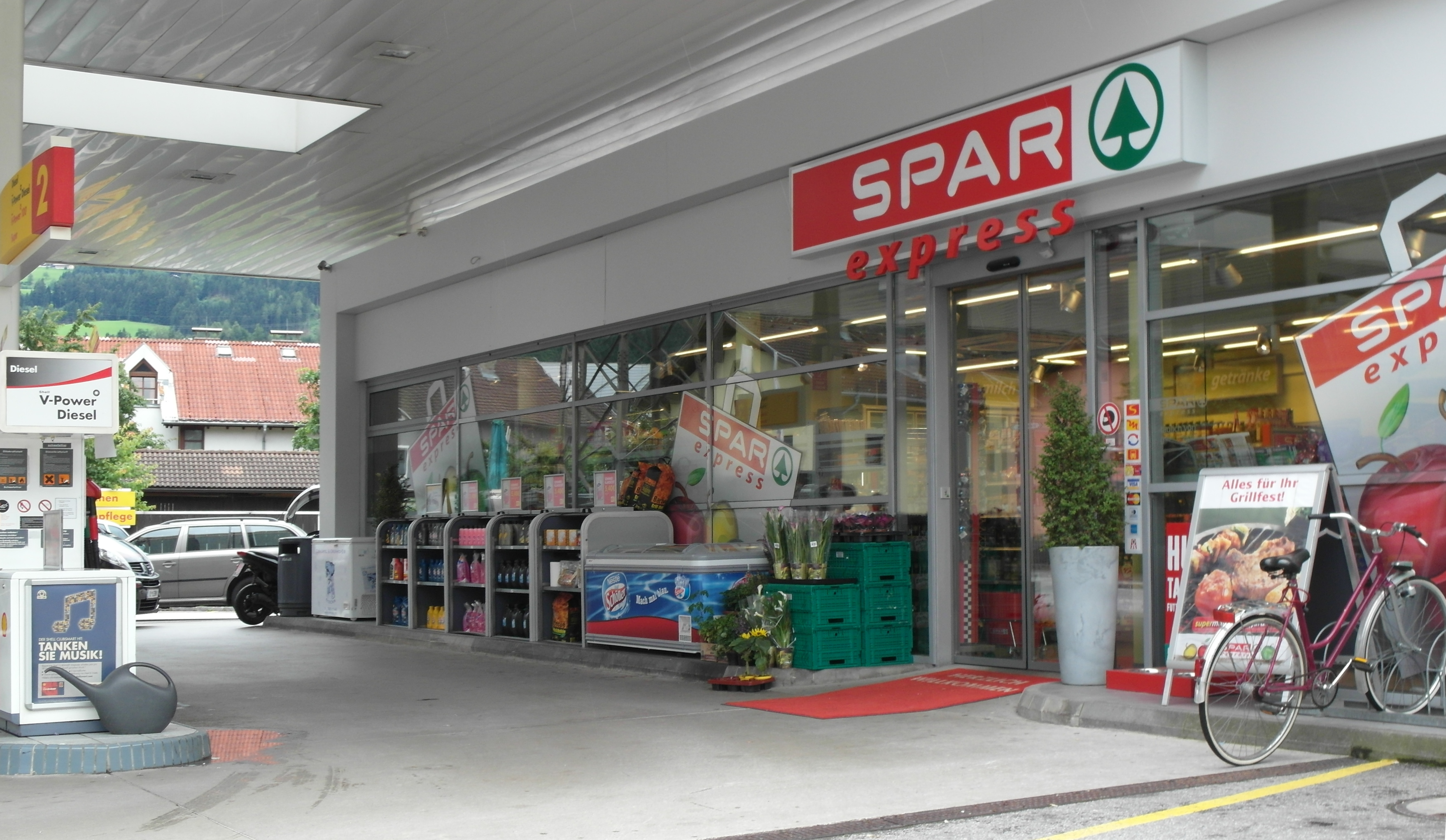
Um posto de gasolina com uma loja SPAR Express em Wattens, Áustria.

Este é o menor tipo de loja. Eles são projetados para locais pequenos e estações de abastecimento, aeroportos e estações de trem.

### Drive-Thru
Houve um SPAR Drive-Thru em Belfast, Irlanda do Norte, que mais tarde encerrou suas operações.

### SPAR Gourmet
Algumas pequenas lojas SPAR na Áustria são chamadas SPAR Gourmet, desde que o Austrian Spar Group assumiu as cadeias de supermercados Julius Meinl em 2000. A gama padrão é estendida às iguarias locais e globais. 

## Mercados

### Espanha
A SPAR Espanha foi fundada em 1959 por um grupo de grossistas. A sua sede está localizada na cidade de Barcelona.

#### Dados econômicos
Volume de negócios: 2.087 Milhões de Euros, em 2022.
Números de lojas: 1.311 Lojas, em 2022.
Área de Vendas: 555,317 m², em 2022.
Tamanho médio da loja: 424 m², em 2022.

#### Marcas
SPAR: Tamanho entre 200 - 1.000 m².
SPAR Express: Até 400 m².
EUROSPAR: Tamanho entre 1.000 – 3.000 m².
INTERSPAR: Mais de 3.000 m². 
SPAR City: A volta de 300 m².
SPAR Natural: Sem limite.

#### Organização
A sede está localizada na cidade de Barcelona, fornecendo compras, marketing, comunicação e suporte à marca para os parceiros regionais.

###### Parceiros regionais
A marca SPAR está representada geograficamente em Espanha da seguinte maneira:
- Ilha de La Palma: Tomás Barreto, S.A[17].
- Ilhas de Hierro, La Gomera, Tenerife: Agrucan, S.L.[18].
- Ilha de Gran Canaria: Cencosu, S.L.[19].
- Ilha de Fuerteventura: José Padilla Francés, S.L.[20].
- Ilha de Lanzarote: Supermercados Marcial, S.L.[21].
- Províncias de Badajoz, Cáceres, Córdoba Norte, Huelva, Sevilla, Cádiz: Lider Aliment S.A.[22].
- Províncias de Albacete, Alicante, Almería, Granada, Murcia: Grupo Upper[23].
- Ilhas de Formentera, Ibiza: Excluib, S.A.[24].
- Ilha de Mallorca: Insular General Alimentaria, S.A.[25].
- Provincias de Valência, Castellón, Alicante, Tarragona, Lérida, Barcelona e Comunidade de Aragão: Fragadis, S.L.[26].
- Provincias de Barcelona, Girona, Lleida, Melilla: Transgourmet Ibérica, S.A.U.[27].
- Provincias de A Coruña, Lugo, Ourense, Pontevedra, León, Zamora: Ignacio de las Cuevas, S.A.[28].
- Provincia de Guipúzcoa: Roman, SL.[29].